# Petri Kajonius
Petri Kajonius, född 1974, är en svensk docent, psykolog och författare. Han är verksam vid psykologiska institutionen på Lunds universitet.

## Biografi
Kajonius har skrivit ett stort antal forskningsartiklar inom bland annat personlighetspsykologi. Han har även skrivit fackböcker inom området. 2020 släpptes boken Vem är du? den moderna forskningen om Big Five tillsammans med Anna Dåderman. 2022 publicerade han återigen med Dåderman boken Gärningsmannaprofilering: personlighetens betydelse för utförandet av brott och 2024 publicerades Hög på livet: den moderna forskningen om psykedelika. 2025 medverkar han som expert i SVT-produktionen Spelet.